# Boljarska duma
Boljarska duma (ruski: Боя́рская ду́ма) suvremeni je naziv za redovna savjetovanja krupnoga plemstva na dvoru vladara u Kijevskoj Rusi, Velikoj Kneževini Moskvi i Ruskome Carstvu od 10. do 18. stoljeća.

## Pojam
Boljarska duma izraz je koji je nastao u 18. stoljeću: ruske kronike spominju samo boljare ili dumu, pod kojom podrazumijevaju kneževski ili carski savjet.

## Povijest
U Kijevskoj Rusi kneževski su savjetnici bili stariji družinici (originalno značenje riječi boljari), dok sa širenjem Velike Kneževine Moskve, u 15. i 16. stoljeća, savjetnike velikoga kneza čine zavisni kneževi i veliki zemljoposjednici (novije značenje riječi boljari). Broj plemića koji su imali savjetnički čin (ruski: думный чин) bio je mali: od 15 velikaša u doba Ivana III., do 50 u doba Ivana Groznoga.

## Značaj
Zakonik iz 1497. godine dozvolio je boljarima i okolničima da sude i potvrđuju zakone, a poznato je i da su u 16. stoljeću primali strane poslanike i kontrolirali državne činovnike. Boljarski savjet bio je aktivan tijekom doba velike smutnje, i uspio je 1606. godine nametnuti zakletvu caru Vasiliju IV. Šujskome pri stupanju na vlast, a očuvao je znatan utjecaj za vrijeme vladavine Mihajla I. Fjodoroviča Romanova, dok je za vrijeme vladavine Alekseja I. Mihailoviča spao na počasnu i dekorativnu ulogu. Boljarsku dumu ukinuo je 1711. godine Petar Veliki, prenijevši njene dužnosti na Praviteljstvujušči senat.

## Vanjske poveznice
- Боярская дума, Enciklopedijski rječnik Brockhausa i Efrona
- Боярская дума, Velika sovjetska enciklopedija
- БОЯ́РСКАЯ ДУ́МА  Arhivirana inačica izvorne stranice od 7. svibnja 2020. (Wayback Machine), Velika ruska enciklopedija